# Tulio Manuel Chirivella Varela
Tulio Manuel Chirivella Varela (* 14. November 1932 in Aguirre, Venezuela; † 10. April 2021 in Miami, Florida, USA) war ein venezolanischer Geistlicher und römisch-katholischer Erzbischof von Barquisimeto sowie Präsident der venezolanischen Bischofskonferenz.

## Leben
Tulio Manuel Chirivella Varela empfing nach seiner philosophischen und theologischen Ausbildung am regionalen Priesterseminar am 11. November 1956 die Priesterweihe für das Erzbistum Barquisimeto. Er war unter anderem Kanzler des Bistums Valencia, Direktor des Liceo Monseñor Beller, Kaplan der christlichen Studentenbewegungen, Sekretär für soziale Kommunikation bei Massenveranstaltungen sowie auch Ehebandverteidiger, Diözesanrichter und Generalvikar.
Papst Paul VI. ernannte ihn am 5. April 1974 zum Bischof von Margarita. Die Bischofsweihe spendete ihm der Erzbischof von Caracas, Santiago de Venezuela, José Humberto Kardinal Quintero Parra, am 9. Juni 1974; Mitkonsekratoren waren Luis Eduardo Henríquez Jiménez, Bischof von Valencia en Venezuela, und Francisco de Guruceaga Iturriza, Bischof von La Guaira.
Am 18. Oktober 1982 wurde er zum Erzbischof von Barquisimeto ernannt und am 11. Dezember desselben Jahres in das Amt eingeführt. Von Juni 1999 bis Anfang 2001 war er während der Sedisvakanz zusätzlich Apostolischer Administrator des Erzbistums Maracaibo.
Chirivella war von 1987 bis 1990 und 1990 bis 1993 Vizepräsident der venezolanischen Bischofskonferenz (CEV) und Präsident der Bischofskommission für Berufungen. Von 1996 bis 1999 war er Präsident der venezolanischen Bischofskonferenz (CEV). Von 1991 bis 1995 war er Zweiter Vizepräsident des Lateinamerikanischen Bischofsrates (CELAM).
Chirivella erhielt von der Universidad Centroccidental Lisandro Alvarado (UCLA) die Ehrendoktorwürde für seine herausragende Sozialarbeit. Er war für sein Engagement für die Menschenrechte bekannt. Chirivella gründete das Seminar Juan Pablo II in El Manzano im Bundesstaat Lara.
Am 22. Dezember 2007 nahm Papst Benedikt XVI. seinen altersbedingten Rücktritt an. Er lebte danach in Miami, USA, und wurde aufgrund Alter und Krankheit von Familienangehörigen gepflegt. Chirivella starb an den Folgen einer SARS-CoV-2-Infektion.